# Georg Lassen
Georg Lassen (12 de maio de 1915 - 18 de janeiro de 2012) foi um capitão da Alemanha.
Em outubro de 1937, iniciou treinamento embarcado a bordo do cruzador Leipzig, e foi comissionado Leutnant zur See em 1 de abril de 1938. No dia 3 de abril de 1939, ele iniciou seu treinamento na força de submarinos, sendo promovido a Oberleutnant zur Zee em outubro daquele ano, e recebendo o posto de oficial de observação do U-29, sob comando do Kapitänleutnant Otto Schuhart.
Saindo em patrulha no primeiro dia da Segunda Guerra Mundial, o U-29 já havia afundado três navios ingleses em seis dias, quando, na noite de 17 de setembro de 1939, o submarino encontrou o porta-aviões britânico HMS Courageous na costa da Irlanda. Após duas horas de perseguição, o U-29 lançou três torpedos contra a embarcação, sendo que dois atingiram o alvo. Inclinando-se imediatamente, o Courageous afundou em 20 minutos, levando consigo 519 tripulantes. Atacado furiosamente em seguida pelos quatro destroieres de escolta, o U-29 conseguiu escapar. Em 3 de janeiro de 1941, Lassen assumiu o comando do submarino, quando este foi transformado em barco de instrução. Ele somente assumiria um barco de combate ao tornar-se comandante do novo U-160 (Tipo IXC) em 16 de outubro de 1941.
Partindo para sua primeira patrulha no comando em 1 de março de 1942, Lassen imediatamente mostrou-se o submarinista brilhante que era: na costa leste norte-americana ele afundou seis navios em duas semanas, totalizando 43.560 toneladas. Zarpando em 20 de junho para sua segunda patrulha, desta vez em águas caribenhas, ele afundou rapidamente mais seis navios e danificou outro, num total de 35.442 toneladas. Já no trajeto de volta ao porto, no dia 10 de agosto, ele foi notificado pelo rádio que havia sido condecorado com a Cruz do Cavaleiro da Cruz de Ferro, por seu imenso e veloz sucesso no mar. Ao desembarcar em Lorient, na França, recebeu a merecida licença e a promoção a Kapitänleutnant. Em sua terceira patrulha, mais uma vez no Caribe, Lassen levou ao fundo mais 8 navios, totalizando 51.062 toneladas, mas um sucesso ainda maior o esperava em sua quarta e última patrulha.
Desta vez, Lassen conduziu o U-160, partindo em 6 de janeiro de 1943, para o Oceano Índico, entre a África do Sul e Madagascar. Nesta patrulha, o submarino afundou 7 navios - danificando outros dois - num total afundado de 60.429 toneladas de arqueação. Lassen aportou em Bordeaux em 10 de maio, recebendo de imediato as Folhas de Carvalho para sua Cruz do Cavaleiro, por seu impressionante recorde de 26 navios afundados, totalizando 156.082 toneladas, em 4 patrulhas, que somaram 328 dias no mar. Este total colocou Georg Lassen no 10º lugar da lista dos mais bem-sucedidos comandantes de submarino da história.
Lassen foi em seguida transferido para um posto em terra, tornando-se instrutor de táticas e comandante da companhia de oficiais da 1ª Divisão de Treinamento em Submarinos. No dia 1 de abril de 1945, ele foi promovido a capitão de corveta.
Após a guerra, Lassen tornou-se representante comercial de grandes empresas, fazendo-se um bem-sucedido empresário. Ele sobreviveu a um sério acidente de carro, no qual perdeu o braço esquerdo, mas nunca reclamou e aprendeu a viver desta maneira. Após aposentar-se, Lassen mudou-se para um luxuoso asilo na ilha de Mallorca, na Espanha. "Como marinheiro, preciso do horizonte", dizia ele, observando o Mediterrâneo de sua sacada. Orgulhoso de seu período na Kriegsmarine, Lassen conservou até seu último dia na parede do quarto uma foto do grande almirante Karl Dönitz, com uma dedicatória do almirante para ele.
Faleceu no último dia 18 de janeiro em Calviá, na ilha espanhola de Mallorca, de causas naturais aos 96 anos de idade. Suas cinzas foram espalhadas pela baía de Santa Ponça, juntamente com as de sua esposa. 